# Nou Impuls i Unitat
Nou Impuls i Unitat és un partit polític d'àmbit local de Cànoves i Samalús creat l'any 2010. Des de l'any 2015, NIU governa en solitari amb el suport extern d'Esquerra Republicana de Catalunya - Acord Municipal.
Es presentà per primera vegada a les eleccions municipals de 2011, amb Josep Cuch com a cap de llista, i obtení 2 regidors i 280 vots, el 19,65%. Es mantení durant la legislatura a l'oposició. La següent legislatura, a les eleccions municipals de 2015, Es tornà a presentar repetint cap de llista. Aquesta vegada, Nou Impuls i Unitat va obtenir 4 regidors i 442 vots, el 28,72%. Gràcies a un pacte amb ERC-AM, que va obtenir 2 regidors, Cuch, el cap de llista de NIU, va entrar a l'alcaldia, substituint així a l'anterior alcalde José Luis López Carrasco del Partit dels Socialistes de Catalunya - Candidatura de Progrés.